# Репозиторијум
Репозиторијум je организованa збиркa различитих докумената (књига, чланака, слика и др.) у дигиталном облику. Тај материјал је или оригинално настао у дигиталном облику или је накнадно дигитализован. Многи репозиторијуми настају процесом самоархивирања који подразумева да аутори сами уносе своје радове (објекте) у систем и описују их стандардизованим метаподацима. Репозиторијуми имају своје почетке 90-их година, у области физике и математике, где су академици искористили мрежу да поделе своја истраживања са другим колегама. Овај процес је био драгоцен јер је убрзао научни циклус објављивања и прегледа резултата.

## Етимологија
Реч репозиторијум потиче од лат. речи repositorium која означава ормар, спремиште или магацин. Овај термин се налази у Кембриџовом речнику и означава место где се ствари могу пронаћи и складиштити.

## Опште карактеристике
Подаци сачувани у репозиторијуму могу се дистрибуирати путем  интернета или путем физичког медија, као што је компакт диск. Они могу бити јавно доступни или заштићени и тада им је потребна  претходна аутентификација. Најпознатији репозиторијуми су академске и институционалне природе. Репозиторијуми обично имају системе подршке и превентивно и корективно одржавање, што значи да се информације могу вратити у случају да машина постане неупотребљива. Ово је познато као дигитално чување  и оно захтева исцрпан рад на контролисању квалитета и интегритета да би исправно радило.
Депоновање не треба мешати са објављивањем. Репозиторијум је начин да се јавно прикаже рад истраживача и oмогући  њиховo даље ширење: аутори стављају на располагање у отвореном приступу верзију чланака које су објавили у часописима у затвореном или отвореном приступу. То значи да системи репозиторијума имају тенденцију да се интегришу са другим веб системима и апликацијама. Репозиторијуми такође играју важну улогу у универзитетској обуци.
Неке институције промовишу коришћење својих репозиторијума као додатну услугу истраживачу. Друге институције обавезују ауторе или истраживаче да депонују своје публикације (или одређене врсте, као што су докторске тезе) у институционалном репозиторијуму, ради видљивости, утицаја и очувања. У неким земљама, на пример у Аргентини је донет закон о отвореном приступу који промовише имплементацију и употребу репозиторијума институција подржаних јавним фондовима, док друге земље раде на одобравању сличних закона, на пример Мексико.

### Подела репозиторијума према врсти материјала:
- Тематске
- Институционалне

Тематски репозиторијуми садрже радове из одређене области.
Институционални репозиторијуми  садрже радове који су настали као резултат рада неке установе (нпр. универзитета) или радове који су значајни за њен рад.

### Софтвер
Избор софтвера је кључно питање за имплементацију репозиторијума дигиталних објеката. Постоје различити модели : бесплатан или комерцијални, власнички или софтвер отвореног кода, модел сервисног софтвера. У сваком случају, они морају испуњавати следеће услове:
- Подршка за различите формате датотека, прилагодљивост, проширивост и одржавање система.
- Прихватање стандарда метаподатака, дескриптивних, конзерваторских, административних.
- Компатибилност: придржавати се главних протокола о размени података (ОАИ-ПМХ, З39.50, СВОРД).
- Трајна локација докумената, уграђивањем трајних идентификатора дигиталних објекат као што су DOI, Handle.
- Апликације за претраживање и визуализацију метаподатака.
- Потпуни текстуални интерфејс за претрагу.
- Аутентификација и ауторизација корисника.
- Прилагођавање софтвера (АPI).

Неки од најпознатијих софтверa за институционалне репозиторијуме су:
- Bepress10[11] (комерцијални софтвер, плаћање лиценце и претплата).
- CONTENTdm11[12](комерцијални софтвер, развијен од стране ОЦЛЦ).
- DSpace (бесплатан софтвер отвореног кода који су развили МИТ и HP Labs).
- Eprints12[13] (бесплатан, отвореног кода, развијен од стране Саутхемптон универзитета).
- Greenstone (бесплатан и вишејезични софтвер отвореног кода, лиценциран под GNU General Public Licence).
- Open Repository13[14] (комерцијални софтвер, услуга оснивања и одржавања коју је развио BioMed Central).

### Правни оквир
Радови укључени у репозиторијум морају бити у складу са важећим законима о правима која аутори имају на свој рад. Разматрају се две врсте права: морално и родно. Морална права су стална, неотуђива, не продужујућа и не прописују. Имовинска или ауторска права су економска, преносива и временски ограничена. Економска права, генерално, су експлоатација. Ово право се обично преноси на трећа лица потписивањем уговора. Потпун или делимичан пренос овог права може бити  у виду: репродукције, дистрибуције, јавне комуникације и трансформације. Академске институције морају да артикулишу законске услове репозиторијума који разматрају права експлоатације, депоновања и приступа садржају. На ове аспекте може утицати додељивање права на експлоатацију које су истраживачи прихватили у уредничким уговорима.
Многи аутори дају сва права издавачима који објављују њихове радове. То значи да они губе  експлоатациону имовину до закључења потписаног уговора (постоје и изузеци када их аутори могу користити у дидактичке сврхе или за личну употребу). Последице овог искључивог уступања су вишеструке и значајно утичу на објављивање, дистрибуцију и употребу дела. Постоје алтернативне уговорне опције за ексклузивну цесију, као што је парцијална цесија (у којој су за аутора установљена права и друга - као што је публикација или дистрибуција - за издавача) или не-цесија (у којој аутор задржава ауторско право, али издаје дозволу издавачу, по лиценци, за објављивање дела).
Међу различитим алтернативама о целоукупном и ексклузивном уступању права на експлоатацију дела су:
- Објављивање у часописима отвореног приступа (исцрпна листа је у ДОАЈ).
- Објављивање у часописима са претплатом који омогућавају само архивирање у отвореним репозиторијумима.
- Објављивање у часописима са претплатом који не захтевају ексклузивну цесију.
- Измена издавачке лиценце.
- Одлучите се за алтернативну лиценцу (на пример, Кријејтив комонс, Оpen Data Commons).

## Прегледи репозиторијума у отвореном приступу

#### Регистар репозиторијума у отвореном приступу - ROAR
Омогућава претраживање више од 3000 репозиторијума свугде у свету. Репозиторијуме је могуће претраживати по више критеријума, као што су земља порекла, врста, интензитет активности.

#### Директоријум репозиторијума у отвореном приступу - DOAR
Директоријум омогућава претраживање више од 2200 светских збирки, по више критеријума (области, земљи, језику).

#### BASE
Портал ресурса у отвореном приступу који одржава Универзитетска библиотека у Билефелду.

### Тематски репозиторијуми у отвореном приступу

#### ArXiv
ArXiv је најстарији репозиторијум (настао 1991) у којем аутори похрањују своје радове из области физике, математике, рачунарства, квантитативне биологије и статистике. Репозиторијум одржава и финансира Универзитет Корнел у америчкој држави Њујорк.

#### PubMed
PubMed омогућава претраживање више од 20 милиона радова из биомедицинских наука, укључујући MEDLINE и књиге доступне онлајн. Доступни подаци о радовима могу садржавати и линк до пуног текста у оквиру садржаја самог PubMedа или на сајтовима издавача.

#### RePEc
RePEc (Research Papers in Economics) репозиторијум је настао заједничким радом волонтера из 75 земаља са намером да повећа дисеминацију информација из области економије. Реч је о бази података која садржи чланке, књиге, поглавља, радне материјале и др.

### Институционални, универзитетски репозиторијуми у Србији
- Дигитални репозиторијум Универзитета у Београду
- Дигитални репозиторијум PHAIDRA je систeм зa пoхрaњивaњe и упрaвљaњe дигитaлним oбјектимa. Oн oмoгућaвa нaстaвницимa и сaрaдницимa унивeрзитeтa у Србији (Београду, Нишу и Крагујевцу) дa свoje нaучнe рaдoвe, публикaциje и другa дoкумeнтa сaми унeсу у систeм гдe ћe бити трајнo aрхивирaни. У систeму мoгу бити дeпoнoвaни нeпубликoвaни и публикoвaни рaдoви, уз пoтпунo пoштoвaњe aутoрских прaвa. Moгућe je пoхрaњивaњe и дoкумeнaтa вaжних зa нaстaвни, нaучни, aдминистрaтивни и oргaнизaциoни рaд нa унивeрзитeту, и рaзличитих врстa дигитaлних oбјекaтa: сликa, тoнских дoкумeнaтa, видeo зaписa, линкoвa итд. Oбјекти су oписaни стaндaрдизoвaним мeтaпoдaцимa и прeтрaживи пo свим пoљимa.[21]
- Дигитални репозиторијум Универзитета у Нишу
- Дигитални репозиторијум Универзитета у Крагујевцу